# LoveMatch
LoveMatch was een Nederlands televisieprogramma van de Evangelische Omroep (EO) dat van 13 september 2006 tot 7 maart 2009 werd uitgezonden op Z@pp. Het programma werd gepresenteerd door Herman Wegter en Hannah Groen.

## Het programma
De bedoeling van LoveMatch was dat leerlingen van een basisschool hun vrijgezelle leerkracht gingen koppelen aan een man/vrouw. Koppels van hetzelfde geslacht werden niet toegestaan. Voorwaarde was ook dat de leerkracht kerkelijk was opgevoed. De leerkracht mocht kiezen uit drie personen (matches).
LoveMatch kwam voort uit het in 2006 gestopte BlinQ, waar het onderdeel van uitmaakte. Na de stop van het programma, ging het onderdeel LoveMatch nog enkele jaren als zelfstandig programma door. Dit werd tot voorjaar 2007 gepresenteerd door Herman Wegter en Rebecca Bijker, daarna nam Hannah Groen het stokje van laatstgenoemde over. Net als BlinQ werd LoveMatch uitgezonden op Z@pp.